# Mané Pacheco
Mané Pacheco (Portalegre, 1978), artista plástica portuguesa cujo trabalho pode ser encontrado em várias colecções.

## Biografia
Mané Pacheco nasceu em 1978 em Portalegre. 
Concluiu, 2009, o curso de Arte Multimédia, na Faculdade de Belas Artes da Universidade de Lisboa (FBAUL), que a distinguiu-a com uma bolsa de mérito. No ano seguinte ganhou o Prémio BPI / FBAUL. 
A sua obra está presente em várias colecções privadas e públicas, nomeadamente: na do Museu das Artes de Sintra, na Colecção António Cachola no Museu de Arte Contemporânea de Elvas, na da Galeria Zé dos Bois, entre outras. 

## Ligações Externas
- Balcony | Mané Pacheco
- Museu de Arte Contemporânea de Elvas | Colecção António Cachola: Obras de Mané Pacheco
- Fotografia Portuguesa | S02E10: entrevista a Mané Pacheco (2020)